# V Arietis
V Arietis (V Ari / HD 13826 / HIP 10472) es una estrella variable en la constelación de Aries. Se encuentra a una imprecisa distancia de 2250 años luz del sistema solar.
V Arietis es una estrella de carbono de tipo espectral C-H3.5.
En las estrellas de carbono, al contrario que en el Sol, la abundancia de carbono es mayor que la de oxígeno. V Arietis es, además, una estrella CH, consideradas estrellas de población II pobres en metales.
De hecho, V Arietis tiene una metalicidad extraordinariamente baja, igual al 0,3% de la que tiene el Sol. Asimismo, es considerada una estrella rica en elementos de proceso-s. Sin embargo, a diferencia de otras estrellas semejantes que presentan un elevado contenido de plomo —producto final en el proceso-s— la abundancia relativa de este metal es un orden de magnitud inferior de lo que cabría esperar ([Pb/Fe] = +1,20 ± 0,2).
Considerada una variable semirregular SRC, su brillo varía entre magnitud aparente +8,45 y +8,90 en un período de 58,7 días.
Su temperatura efectiva se estima en 4100 K y su luminosidad bolométrica es casi 2000 veces superior a la del Sol.
La medida de su diámetro angular, 3,50 milisegundos de arco, conduce a un diámetro real 340 veces más grande que el del Sol, valor sólo aproximado dada la incertidumbre en la distancia a la que se encuentra.